# Трость Бальзака

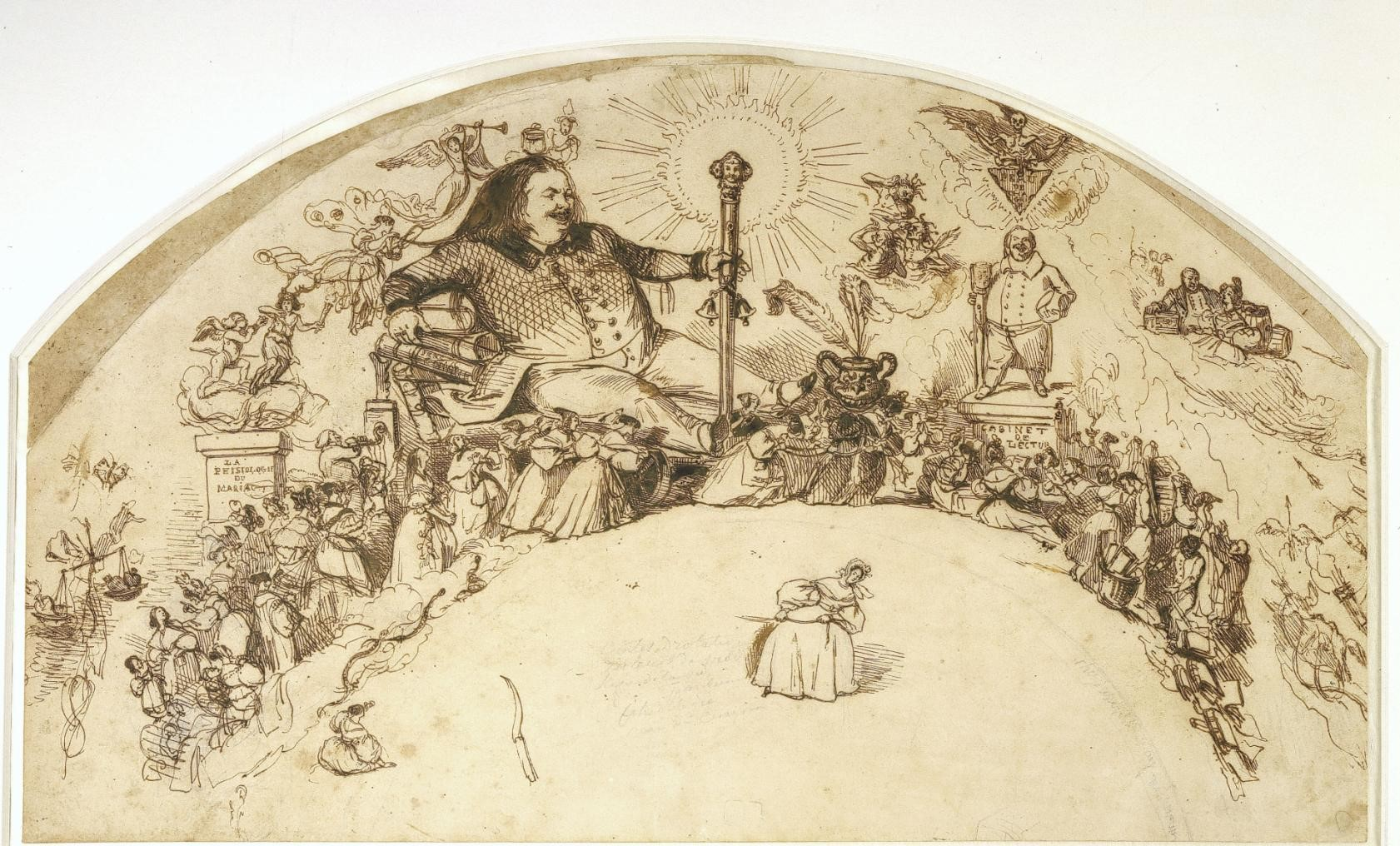
Жан Гранвиль. «Апофеоз Бальзака», ок. 1835. 46,5 x 30,5 см. На переднем плане в окружении персонажей «Человеческой комедии» великан писатель с одной из своих тростей. Париж, дом-музей Бальзака

Трость Бальзака (фр. La Canne d'Honoré de Balzac), также «бирюзовая трость» (фр. La canne aux turquoises) — самая известная трость французского прозаика Оноре де Бальзака, приобретённая им в первой половине 1830-х годов, когда он разбогател и стремился вести роскошный образ жизни. Несообразная моде того времени и телосложению её обладателя массивная трость привлекла внимание публики, став предметом многочисленных шуток и карикатур. Она неизменно фигурирует в воспоминаниях современников автора «Человеческой комедии» и его многочисленных биографиях.

## История
В начале 1830-х годов, когда ряд успешных книг сделали Бальзаку имя среди читающей публики, литературные успехи привели к росту его благосостояния. Бальзак начал тратить большие деньги на поддержание реноме богатого человека с аристократическими устремлениями. Однако неудачные финансовые операции, неумеренные траты и страсть к роскошной жизни привели к хронической нехватке денег, и, как следствие, проблемам с кредиторами, чем была отмечена вся его последующая жизнь. В период финансового благополучия Бальзак обзавёлся богатой обстановкой, что позже Стефан Цвейг назвал «трагической аристократоманией». В распоряжении Бальзака в начале 1830-х годов были новая квартира, дорогие кареты (кабриолет и тильбюри), специальный слуга (грум), прислуга в доме. Он заказывает многочисленные предметы одежды; большого шума наделал его голубой фрак с золотыми пуговицами. Однако несмотря на стремление к респектабельному укладу, многие его привычки свидетельствовали о принадлежности к богемному образу жизни. О двойственном отношении писателя к роскоши может свидетельствовать следующее его выражение: «Он [художник] то элегантен, то небрежен в одежде; он добровольно надевает робу пахаря, но знает толк во фраках, которые носят щёголи».
«Бирюзовая трость» была изготовлена на заказ парижским ювелиром Лекуэнтом (Le Cointe) с улицы Кастильоне. Массивная трость длиной 90 см была украшена резным золотым набалдашником, инкрустированным бирюзой, и декорирована несколькими кистями. Она обошлась писателю в 730 франков (по другим сведениям в 700) — для сравнения: в то время служащие получали жалование от одной до трёх тысяч франков в год. Известно, что трость была получена им 18 августа 1834 года, и выплаты за неё велись ещё в апреле 1835 года. Впрочем, по мнению Цвейга, постоянно делавший долги Оноре за «палицу Геркулеса» так и не расплатился. Это вычурное украшение и другие трости Бальзака приобрели широкую известность у публики. В одном из писем Эвелине Ганской он писал, что трость принесла ему больший успех, чем любое из его произведений. В другом письме к ней он заметил, что, видимо, «тростью заинтересуются мои биографы». 18 октября 1834 года он писал ей, что много работает и хочет доставить себе невинные радости, причуды, из-за чего в обществе его считают миллионером: «Меня тешит моё новое кресло в комнате, трость, о которой говорит весь Париж, дивный лорнет — его… сделал оптик Обсерватории, да ещё золотые пуговицы на моём синем фраке, изготовленные руками феи, ибо не может человек, обладающий в XIX веке тростью, достойной Людовика XIV, удовлетвориться отвратительными пуговицами из накладного золота». По его образному выражению, он создал «в мире щёголей секту тростелюбов», что вызвало распространение мнения о его легкомысленности. В ответ на такие упрёки Бальзак парировал, что считает ситуацию очень забавной. О степени известности этого предмета обихода свидетельствует такой факт: друг писателя художник Огюст Борже (Auguste Borget) узнал о появлении трости в Италии, по которой тогда путешествовал. Вдова писателя, публициста Бенжамена Констана пригласила Бальзака в гости, с целью «восхититься» его «престижным талисманом, который приковывает к себе все взоры». С этим знаменитым аксессуаром прозаик посетил австрийское посольство, где публика взирала на него словно на «зверя из далёкой земли». Поговаривали, что под крышкой набалдашника находится полость, куда помещено изображение в «костюме Евы» его любовницы. Высказывались предположения, что там скрыт зонтик, кинжал, шпага.

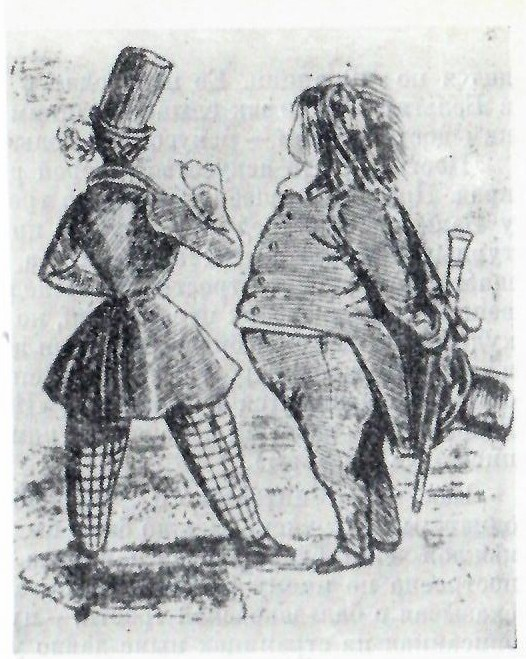
Писатели Альфред де Мюссе и Оноре де Бальзак (справа). Карикатура из журнала Mercure de France, 1835

Несообразность экстравагантной трости бросалась в глаза, так как она не соответствовала модным веяниям, когда такие украшения отличались изяществом форм. В противоположность парижским денди Бальзак заказал вычурную, массивную трость, украшенную «гигантским набалдашником, что создавало особенно комический эффект из-за низкого роста владельца». Недоброжелатели относили к «недостаткам его стиля и заблуждениям его мысли карету, трость с рубином и грума». Литератор Альфред-Франсуа Неттман (1805—1869) писал, что в удовлетворении самолюбия писателя проявлялись инфантильные черты: «…он любил занимать публику своей особой; отсюда это изобилие перстней, волосы, стриженные по-монашески, эта огромная трость с золотым набалдашником, нечто среднее между посохом и дубинкой, которая забавляла одно время завсегдатаев Оперы, давая пищу для разговоров…».

## В культуре

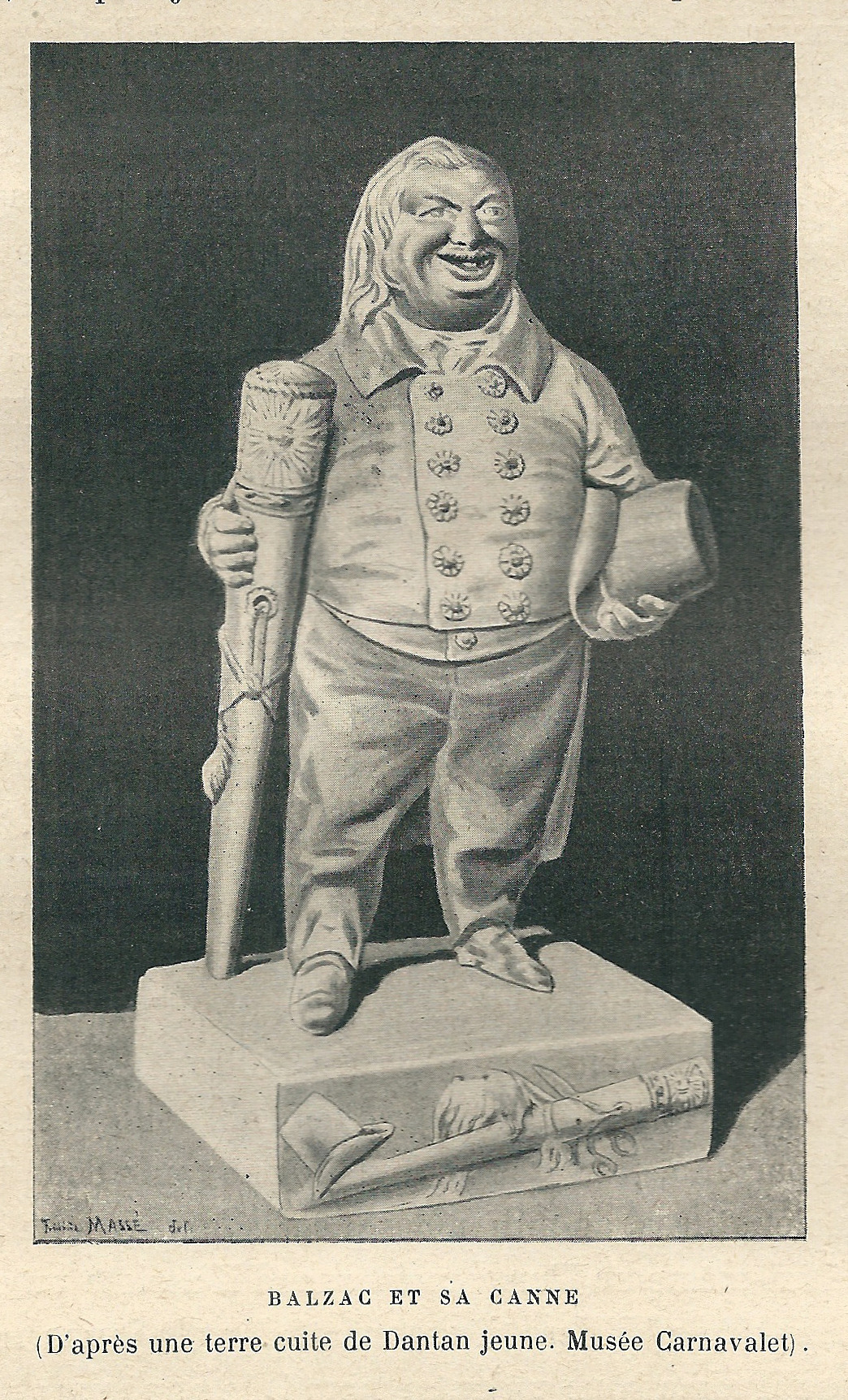
Рисунок статуэтки Жана-Пьера Дантана

Трости представлены в нескольких произведениях Бальзака. Элегантная трость с золотым набалдашником, которой «заворожен» один из героев, фигурирует в романе «Первые шаги в жизни» (Un Début dans la Vie, 1842). Большим успехом новое эпатирующее приобретение и дворянские устремления прославленного автора пользовались у карикатуристов, коллег, которые неоднократно обращались к этой теме. Этот предмет, по мнению современников, походил на скипетр, маршальский жезл, телескоп, трость со статуи Вольтера (известного их коллекционера), а друзья приписывали ей магические свойства. Один из репортёров сравнил писателя с Наполеоном, во время прогулки с Вандомской колонной в руках вместо трости. Скульптор-карикатурист Жан-Пьер Дантан выполнил гипсовый шарж в виде статуэтки с этим предметом светских пересудов, придав трости преувеличенный вид. В середине 1830-х годов художник-иллюстратор Жан Гранвиль создал рисунок «Апофеоз Бальзака» (L’Apothéose de Balzac), где Оноре представлен в образе великана, восседающего вокруг созданных его воображением персонажей «Человеческой комедии»: в качестве знака его власти выступает трость. Она представлена не только как «царственный жезл», но и как перо для письма, которое писатель может окунуть в гигантскую чернильницу.
В романе «Трость Бальзака» (La Canne de M. de Balzac; 1836) писательницы Дельфины де Жирарден при помощи трости великий прозаик становился невидимым и благодаря этому мог наблюдать различные человеческие нравы и пороки, которые переносил на страницы своих многочисленных книг. Отчасти это восходило к слухам о том, что писатель переодевался и инкогнито бродил по улицам города. По сюжету романа тростью завладел честолюбивый молодой человек Танкред, который использовал её с целью достичь богатства, выгодной женитьбы, сделать карьеру. Ему все это удалось, а волшебная трость вернулась к Бальзаку, что автор романа посчитала совершенно естественным, так как в противном случае: «разве он подарил бы нам остальные тогда ещё не написанные шедевры». В дневниковой записи Франца Кафки было сделано следующее признание: «На трости Бальзака выгравирован девиз: „Я сокрушаю все преграды“. Моим девизом могло бы быть: „Все преграды сокрушают меня“. Общее между ними — словечко „всё“».

## Местопребывание
Аксессуар является частью экспозиции парижского мемориального дома-музея Бальзака, где писатель жил в 1840-х годах. Она выставляется в отдельной стеклянной витрине, неизменно привлекая внимание публики и средств массовой информации. В музее также хранится и другая известная его трость, изготовленная парижским мастером Франсуа Дезире Фроманом-Мерисом (François Désiré Froment-Meurice): её набалдашник украшен стилизованными фигурками обезьян.